# Régie finale

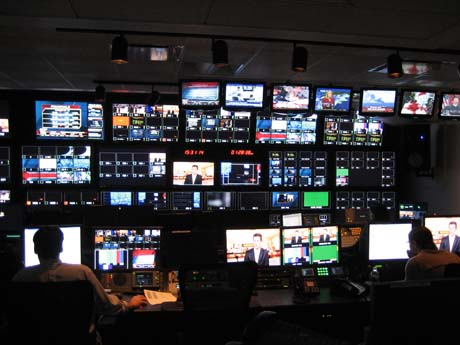
régie de diffusion

La régie finale ou régie de diffusion est la régie qui a pour but de diffuser les programmes d'une (ou plusieurs) chaîne(s) de télévision.
Sa mission est de s’assurer de la continuité des programmes et de la qualité en respectant les horaires prévus.
Une régie de diffusion peut être de stock ou de live, elles peuvent être exploitées par les chaines elles-mêmes ou par leur prestataire. Elles peuvent être localisées dans les locaux de la chaîne ou externalisées.
Dans le cadre d'une chaîne de stock, aucun direct (live) n'est diffusé, tous les programmes sont sur des serveurs en attente de leur diffusion, c'est la playlist qui se jouera automatiquement en enchaînant les programmes. 
Dans le cadre d'une chaîne de direct (live), la régie est liée à des moyens de productions internes ou externes. Dans ce cas, dans le conducteur antenne de la régie sont intégrés des breaks durant lesquels des émissions en direct sont diffusés à la place de programme de stock. À l'horaire programmé du direct, la régie de diffusion fera un décompte à la régie de production ou à une source extérieure. Cette source commencera alors son direct qui sera retransmis par le biais de la régie vers les moyens de distributions.

## Exemple de direct
Émissions de variétés, événement sportif (F1, Moto GP, foot, rugby, athlétisme...), émissions politiques, retransmission du 14 juillet, élections nationales, journaux télévisés... La liste n'est pas exhaustive, toutes sortes d'événements peuvent être transmis par ces moyens.

## Activité
Dans un premier temps, la régie finale réceptionne le « conducteur d'antenne » (document sous forme papier ou plus généralement informatique, dans lequel sont indiqués les heures de diffusion de tous les programmes du jour, ainsi que tous les événements secondaires à diffuser comme par exemple les sous-titrages, logos et autres incrustations) et la vérifie intégralement.
En parallèle, elle réceptionne les programmes courts (auto-promos, pubs, jingles, clips...) et longs (séries, films, émissions, documentaires...) sous forme de cassettes — aujourd'hui quasiment plus utilisées en milieu broadcast — et surtout de fichiers informatiques et s'assure de leur intégrité.
Enfin, elle s'assure que les programmes sont bien diffusés comme prévu, à la bonne heure, avec les bons logos, etc. En cas de direct des tests préalables sont effectués avec la régie de production, puis à l'heure du direct le top départ est donné à la scripte située en régie de production. Au top de la scripte à la fin de l’émission, la diffusion des autres programmes au conducteur est reprise.

## Organisation
La régie finale est sous l'autorité du responsable ou du directeur d'antenne qui supervise généralement également les autres services contribuant directement à la diffusion tels le service des conducteurs, ainsi que les services techniques.   
On trouve dans une régie finale en général au moins  :
- le chef d'antenne ou chef de chaine[4]  ;
- un technicien de diffusion[5],[6] / technicien d'exploitation vidéo[7] spécialisé).